# Tauberfränkisches Landschaftsmuseum

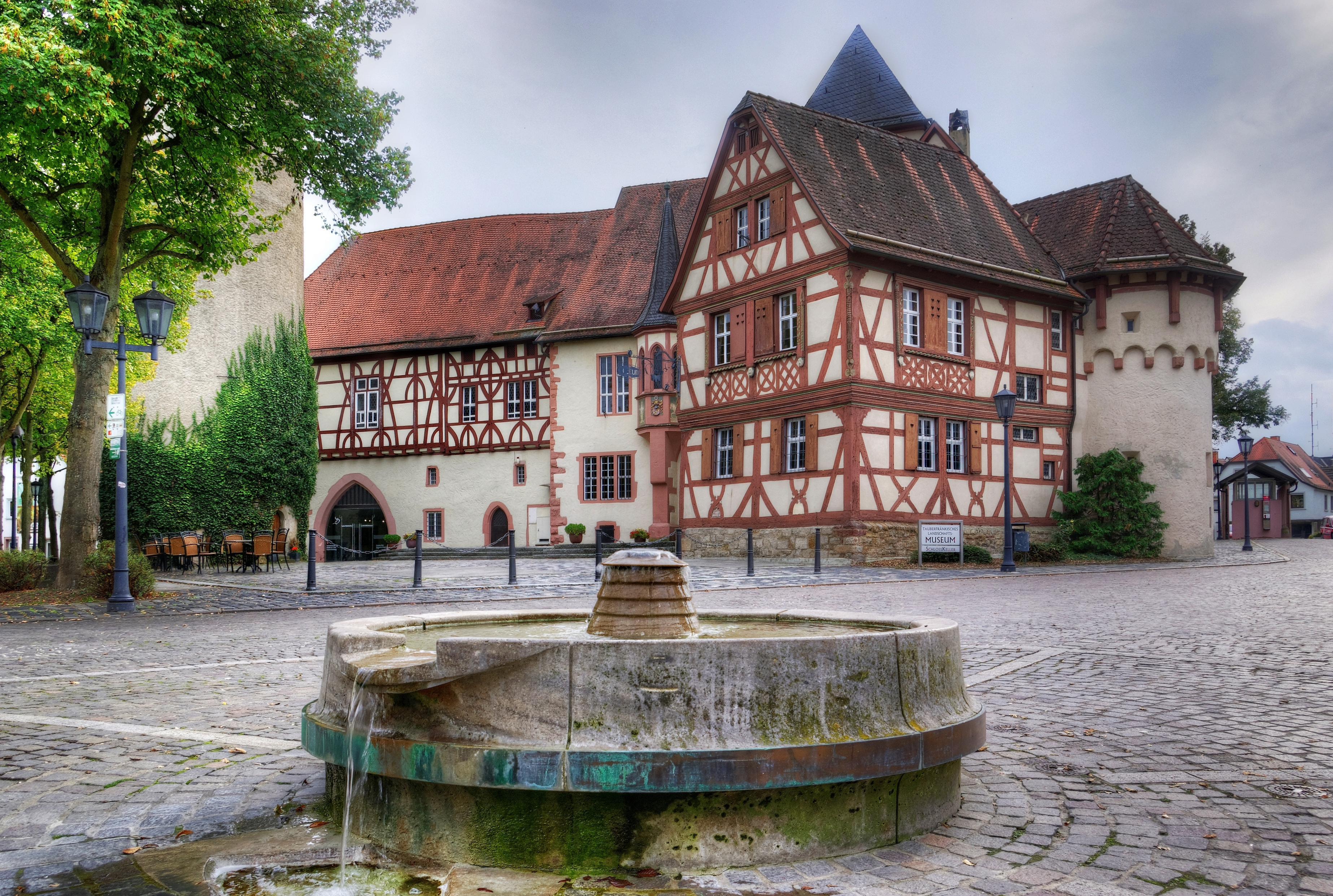
Das Tauberfränkische Landschaftsmuseum im Kurmainzischen Schloss Tauberbischofsheim (2014)

Das Tauberfränkisches Landschaftsmuseum befindet sich seit 1970 im Kurmainzischen Schloss in Tauberbischofsheim im Main-Tauber-Kreis.

## Museumsausstellung
Zur Museumsausstellung in 20 Räumen zählen unter anderem:
- ein historisches Stadtmodell von Bischofsheim (früherer Name von Tauberbischofsheim), das die Stadt und Burg im 18. Jahrhundert zeigt (mit einer Stadtbefestigung, die über 20 Türme aufwies),[5] davon heute nur noch wenige erhalten, beispielsweise der Hungerturm oder der Türmersturm, ein Wahrzeichen der heutigen Stadt,
- Exponate zum Kurmainzischen Schloss und
- Informationen zur alten Stadtburg,
- zwei erhaltene gotische Dielen im Schloss (aus dem 13. bis 16. Jahrhundert),
- sakrale Kunst,
- Möbel aus der Renaissance, über Barock bis Biedermeier,
- bäuerliche Trachten,
- historische Möbel, Haus- und Handwerksgeräte,
- eine Pfeifensammlung,
- eine vorgeschichtliche Sammlung von der Altsteinzeit bis zur fränkischen Landnahme sowie
- eine Replik des Tauberbischofsheimer Grünewald-Altars von 1524.

Die Kopie der Kreuztragung des Tauberbischofsheimer Altars im Tauberfränkischen Landschaftsmuseum wurde 1985 von Matthias Hickel erstellt. In der Stadtkirche St. Martin befindet sich daneben seit 1926 eine von Josef Ziegler angefertigte Kopie der Kreuzigung im barocken Altaraufsatz von 1761. Das bereits 1524 von Matthias Grünewald angefertigte Original des Tauberbischofsheimer Altars befindet sich seit 1900 im Besitz der Staatlichen Kunsthalle Karlsruhe.

Ansichten des Tauberfränkischen Landschaftsmuseums (2017)
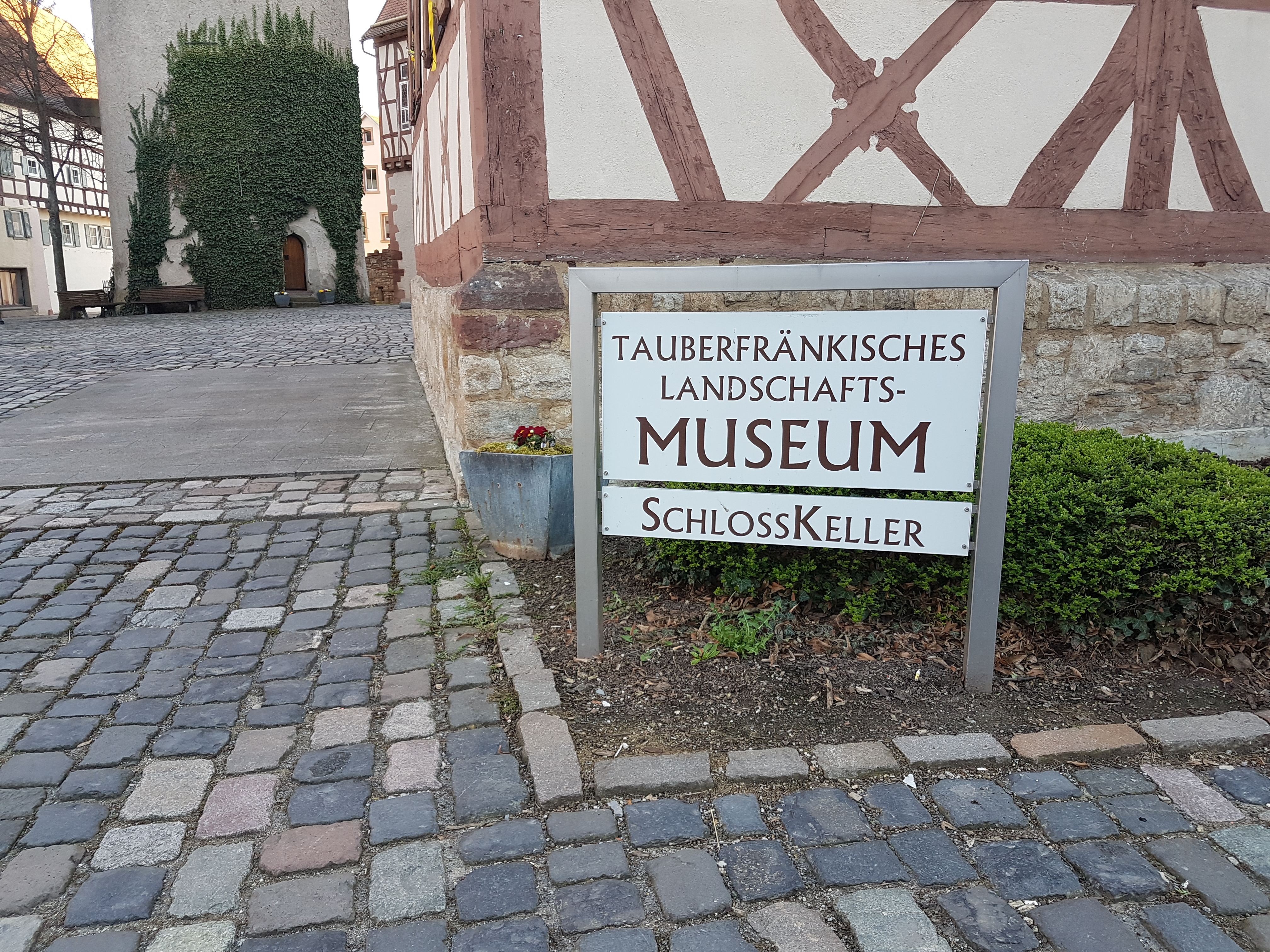
Hinweisschild vor dem Kurmainzischen Schloss
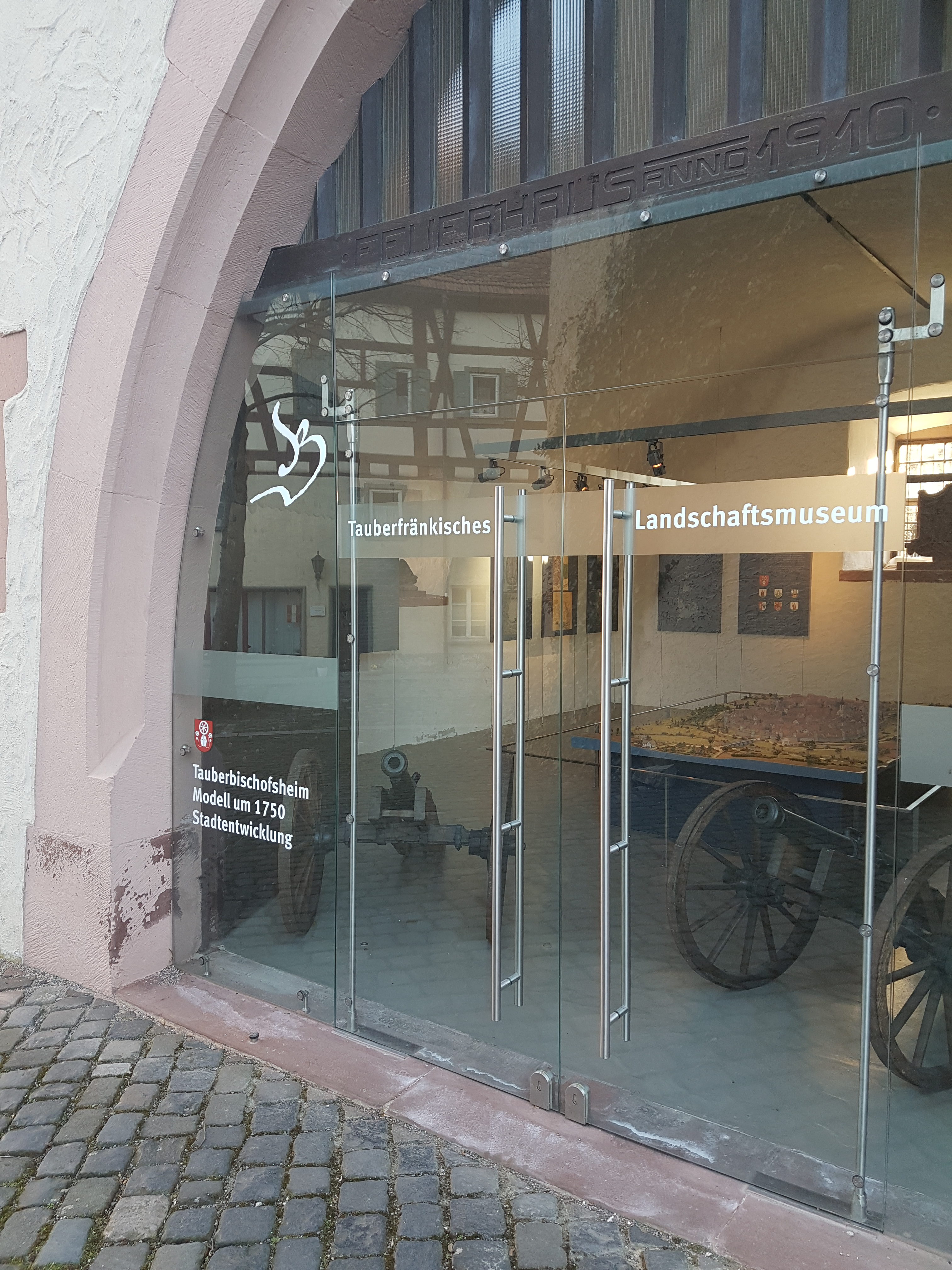
Glastür mit dem historischen Stadtmodell im Hintergrund
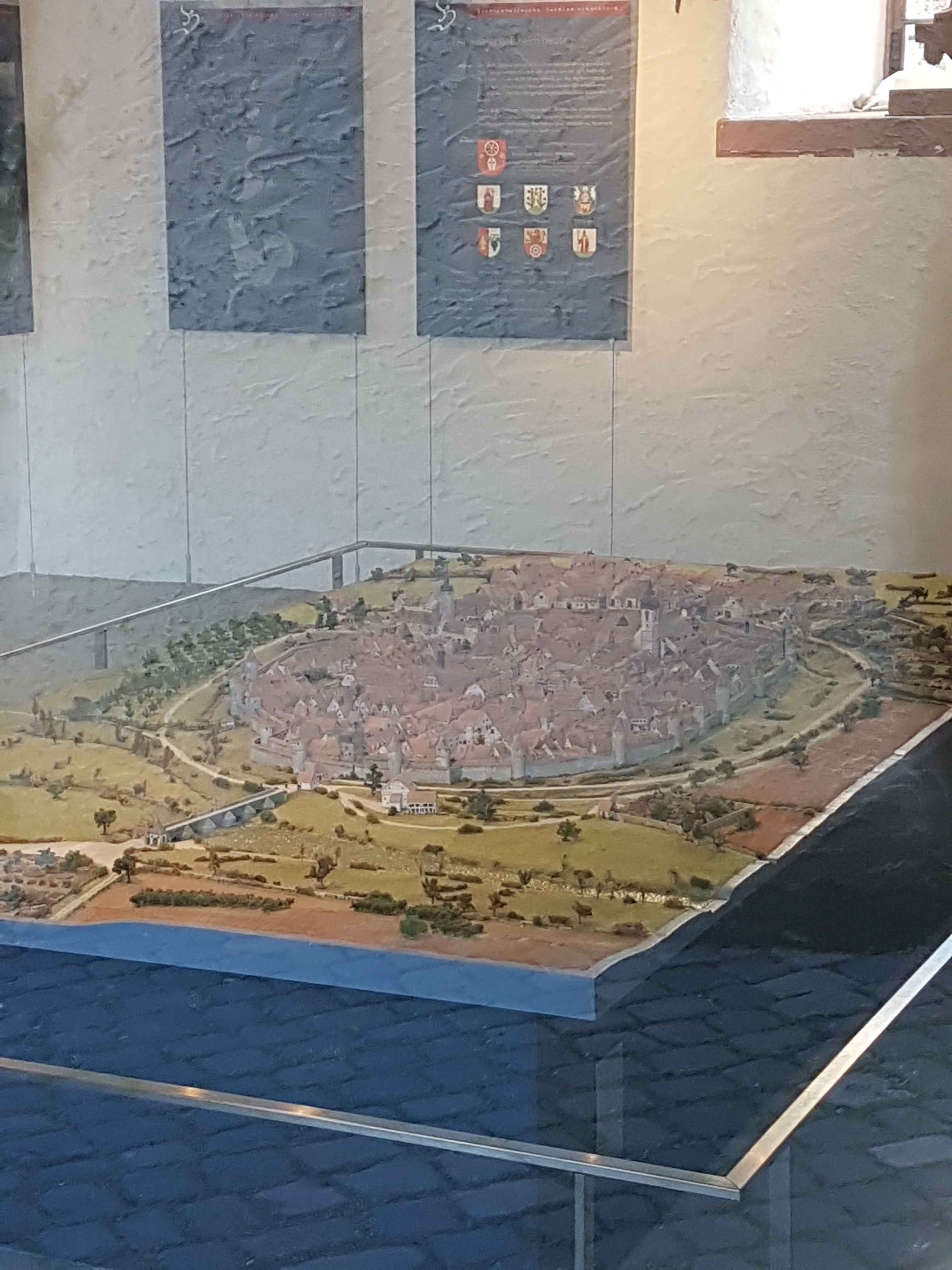
Modell von Tauberbischofsheim um 1750, mit der historischen Stadtbefestigung, einer etwa 12 Meter hohen Stadtmauer mit über 20 Türmen